# Comitati di corrispondenza

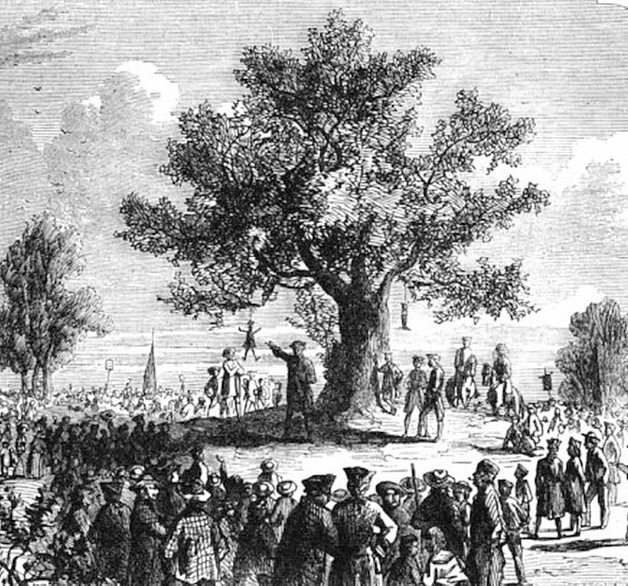
Il comitato di corrispondenza di Boston era solito riunirsi sotto il Liberty Tree nel Boston Common.

I comitati di corrispondenza erano un insieme di organizzazioni politiche americane nate con l'obiettivo di coordinare l'opposizione al Parlamento britannico e, successivamente, sostenere l'indipendenza americana durante la Rivoluzione. Ideati da Samuel Adams, un patriota di Boston, i Comitati miravano a creare, attraverso lo scambio di lettere, una rete di comunicazione clandestina tra i leader patrioti delle Tredici Colonie. Queste organizzazioni furono fondamentali per organizzare il Primo congresso continentale, che si tenne a Filadelfia tra settembre e ottobre 1774.

## Funzione
La funzione dei Comitati di Corrispondenza era quella di allertare gli abitanti di una colonia sulle azioni intraprese dalla Corona britannica e di diffondere informazioni dalle città alle campagne. Le notizie venivano generalmente diffuse tramite lettere scritte a mano o pamphlet stampati, trasportati da corrieri a cavallo o a bordo di navi. I Comitati avevano la responsabilità di garantire che queste notizie riflettessero accuratamente le opinioni dei Patrioti e fossero inviate ai gruppi destinatari appropriati. Molti corrispondenti erano membri delle assemblee legislative coloniali, mentre altri erano attivi anche nei Sons of Liberty e nel Congresso dello Stamp Act.
In totale, circa 7.000-8.000 Patrioti prestarono servizio in questi Comitati a livello coloniale e locale, costituendo la maggior parte della leadership nelle loro comunità; i Lealisti erano naturalmente esclusi. I Comitati divennero i leader della resistenza americana alla Gran Bretagna e diressero in gran parte lo sforzo bellico rivoluzionario a livello statale e locale.
I Comitati promossero il patriottismo e la produzione interna, consigliando agli americani di evitare i lussi e di condurre una vita più semplice. Gradualmente, estenderono il loro potere su molti aspetti della vita pubblica americana. Tra la fine del 1774 e l'inizio del 1775, supervisionarono le elezioni delle convenzioni provinciali, che diedero inizio al funzionamento di un vero e proprio governo coloniale.